# Perranzabuloe
Perranzabuloe är en ort och civil parish i Storbritannien.   Den ligger i grevskapet Cornwall och riksdelen England, i den södra delen av landet, 400 km väster om huvudstaden London. Perranzabuloe ligger 73 meter över havet och antalet invånare är 5 737.
Terrängen runt Perranzabuloe är platt. Havet är nära Perranzabuloe åt nordväst. Runt Perranzabuloe är det ganska tätbefolkat, med 192 invånare per kvadratkilometer. Närmaste större samhälle är Truro, 8,8 km sydost om Perranzabuloe. Trakten runt Perranzabuloe består i huvudsak av gräsmarker.